# Johann Friedrich Karcher

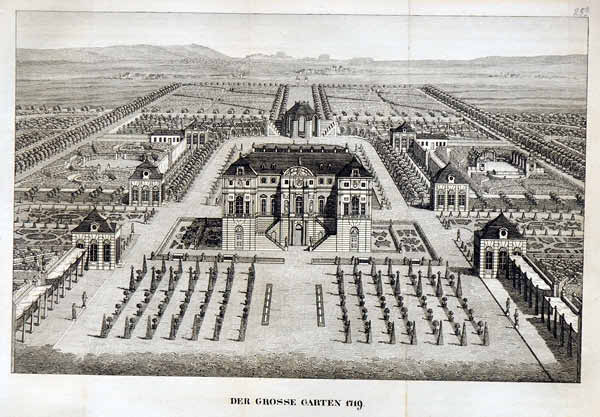
Drezdeński Großer Garden w 1719

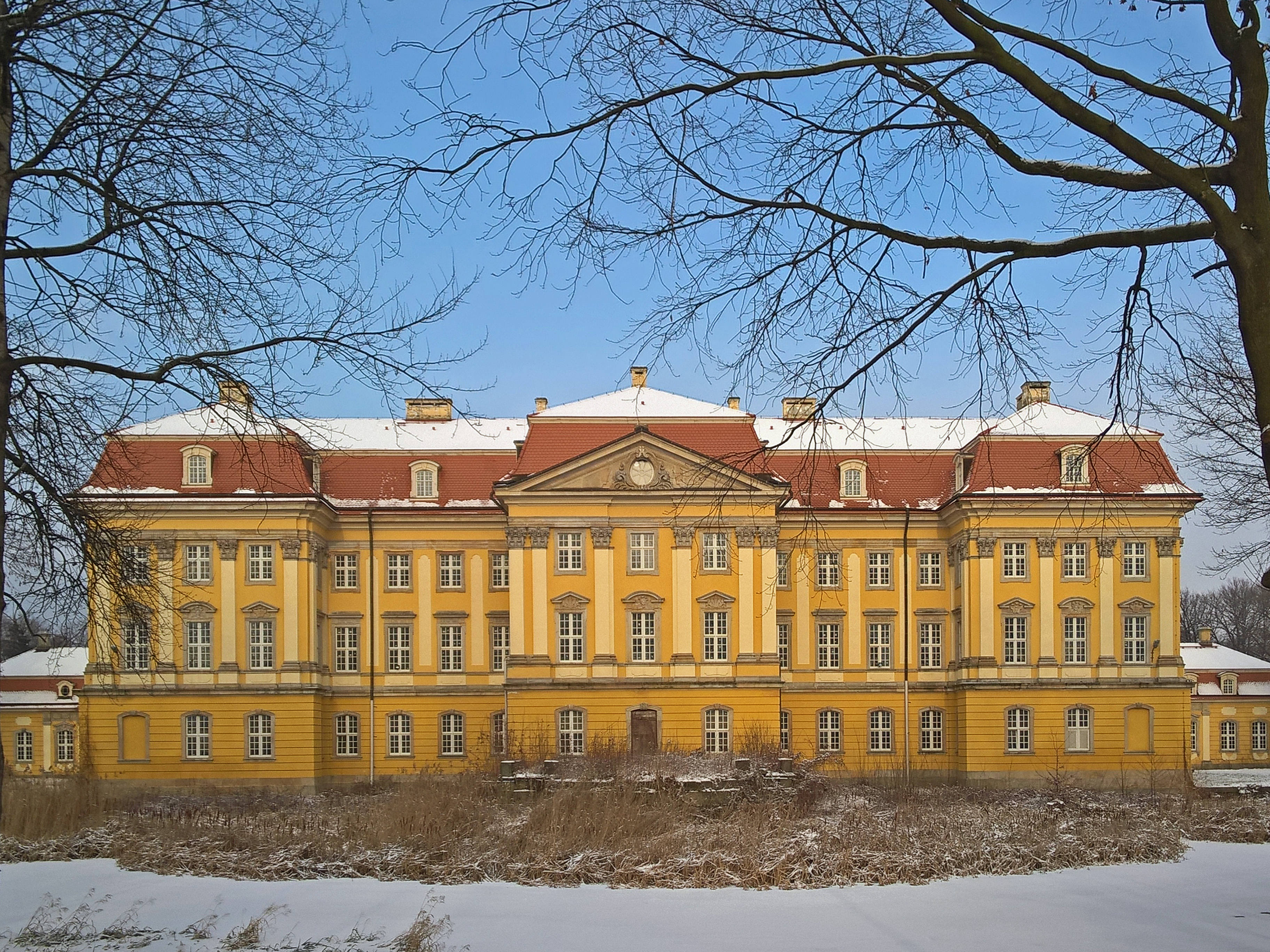
Pałac w Radomierzycach

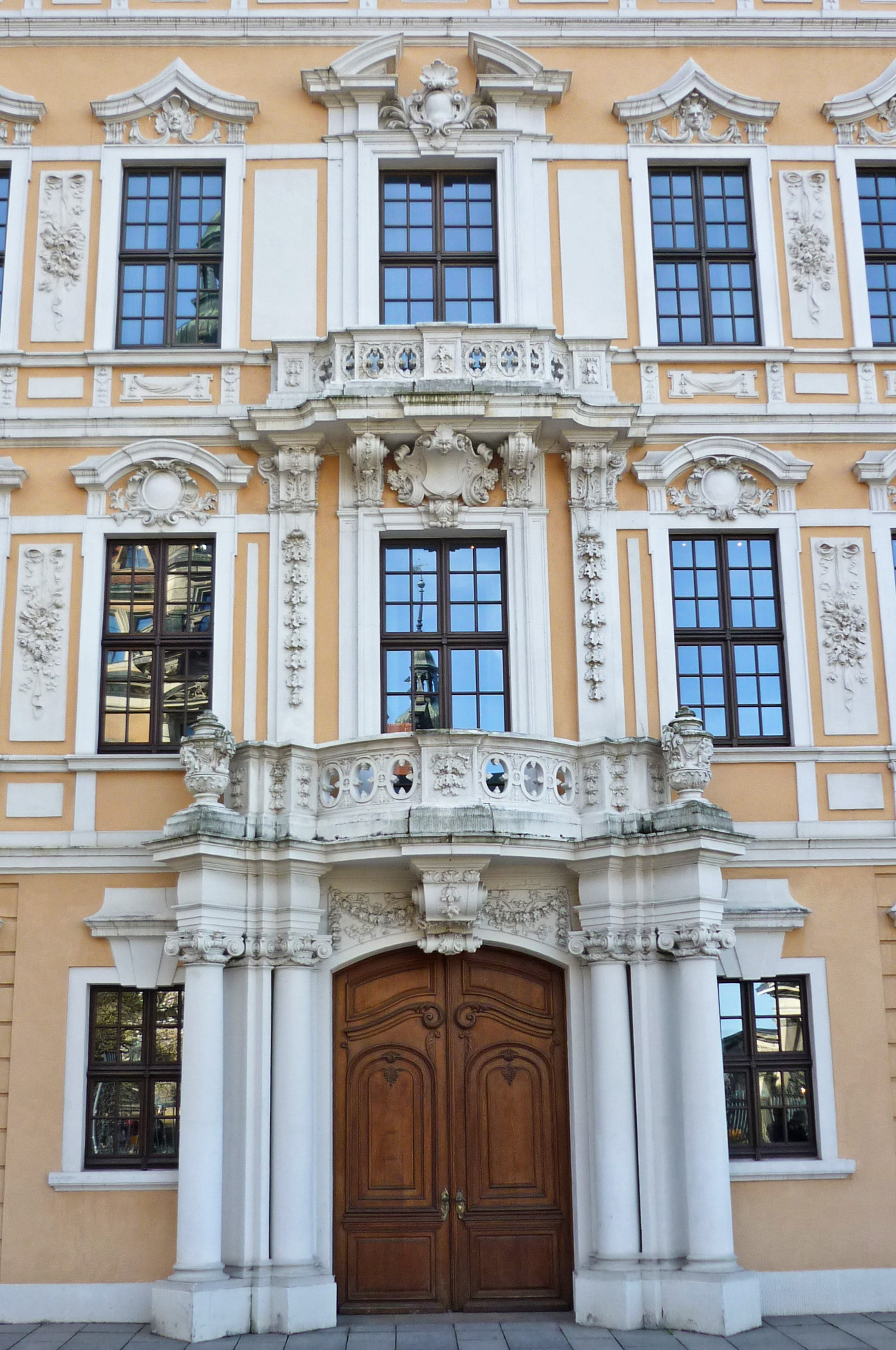
Portal Pałacu Taschenberg w Dreźnie

Johann Friedrich Karcher (ur. 8 września 1650 w Dreźnie, zm. 9 lutego 1726 tamże) – niemiecki architekt barokowy, projektant krajobrazu i budowniczy, przypuszczalnie jeden z uczniów francuskiego architekta André Le Nôtre. Działał na terenie Saksonii.

## Życiorys
Na temat dzieciństwa Karchera, jego lat młodzieńczych i edukacji nic nie wiadomo. Zachowana ekspertyza Karchera dotycząca przebudowy Großer Garten w Dreźnie z marca 1683 zdradza jego gruntowną znajomość francuskiej sztuki ogrodowej, co wskazywałoby na wcześniejszą działalność we Francji, prawdopodobnie pod kierunkiem André Le Nôtre'a. W 1683 Karcher został naczelnym ogrodnikiem (niem. Obergärtner) w Saksonii. W 1684 odbył podróż studialną do Włoch, a w 1698 i 1714 do Francji. Od 1710 król August II Mocny zaczął preferować projekty krajobrazowe innego architekta – Matthäusa Daniela Pöppelmanna; Karcher był mniej aktywny jako projektant ogrodów, także z powodu choroby oczu, która trapiła go od 1714.
Od 1684 opiekował się drezdeńskim Großer Garten, odpowiadając za jego przebudowy i poszerzenia ukończone w 1719. Przypisuje się mu ponadto założenia ogrodowe w Zinzendorfie pod Dreznem i wokół pałacu Joachimstein w Radomierzycach koło Zgorzelca. 
Niewiele wiadomo na temat jego działalności architektonicznej – większość jego planów nie została zrealizowana z powodu ówczesnej trudnej sytuacji politycznej, a do czasów obecnych zachowało się jedynie niewiele jego projektów sygnowanych nazwiskiem. Prawdopodobnie Karcher zaangażowany był w plany rezydencji w Dreźnie (po 1701). Najprawdopodobniej opracował również plany przebudowy Zamku Królewskiego w Warszawie (od ok. 1699) – z uwagi na ogromny koszt finansowy realizacji projektu i liczne przeszkody terenowe, projekt nigdy nie został zrealizowany. W 1699 Karcher został mianowany naczelnym architektem krajowym (niem. Oberlandbaumeister). 

## Wybrane dzieła
- 1712 – współpraca przy budowie pałacu Joachimstein w Radomierzycach koło Zgorzelca[1]
- 1707–1711 – budowa pałacu Taschenberg w Dreźnie (wraz z Pöppelmannem)[1]